# Pseudosphenoptera boyi
Pseudosphenoptera boyi är en fjärilsart som beskrevs av Hans Zerny 1931. Pseudosphenoptera boyi ingår i släktet Pseudosphenoptera och familjen björnspinnare. Inga underarter finns listade.